# Гі Стефан Ессаме
Гі Стефан Ессаме (фр. Guy Stéphane Essame; нар. 25 листопада 1984, Дуала, Камерун) — камерунський футболіст, півзахисник.

## Клубна кар'єра
Свою кар'єру камерунець розпочав у парагвайському «Спортіво Лукеньо». У 2005 році перейшов до португальського клубу «Боавішта» (Порту), у футболці якої провів 22 матчі. У сезоні 2008 року підписав контракт із чеченським клубом «Терек». 24 липня 2009 року Ессаме перейшов в оренду до «Нижнього Новгорода».
У липні 2013 року перебрався до гродненського «Німана». Деякий час як опорний півзахисник, але незабаром почав грати на позиції атакувального півзахисника, замінивши на цій позиції травмованого Івана Денисевича. Швидко став одним з найкращих гравців гродненського клубу. У двох турах поспіль, 27 жовтня та 2 листопада, відзначився голами, приніс перемогу над БАТЕ (1:0) і мінським «Динамо» (2:1), що допомогло «Німану» вийти у фінал четверте місце.
У грудні 2013 року підписав контракт з командою казахстанської Прем'єр-ліги «Атирау». В останній день трансферного вікна для казахстанської Прем’єр-ліги 2014 року, 9 липня 2014 року, перейшов в оренду до «Астани», а Марат Шахметов пішов у зворотний шлях до кінця сезону. У складі столичного клубу став чемпіоном Казахстану.
У сезоні 2015 року повернувся до «Атирау». Після закінчення сезону 2016 років підписав новий однорічний контракт з «Атирау». Однак контракт так і не протримався до старту казахстанської Прем'єр-ліги, а директор «Атирау» розірвав контракт у січні 2017 року, після того як Ессаме взяв участь у першому передсезонному зборі клубу.

## Кар'єра в збірній
Після тривалого періоду навчання у футбольній академії «Уніон Брассерьє дю Камерун», яка також відповідала за виховання таких гравців, як Рігобер Сонг та Жеремі Нжітап, він був капітаном юнацької збірної Камеруну (U-17) на двох континентальних змаганнях.
Свій перший матч за збірну Камеруну провів 11 жовтня 2008 року в матчі кваліфікації чемпіонату світу 2010 року проти Маврикія. Загалом за національну команду зіграв 3 матчі.

## Інша діяльність
У 2009 році Гі Стефан Ессаме заснував ФК «Лотус-Терек» (Яунде) в Камеруні, який тренує Томас Лібії. У вересні 2010 року став фарм-командою ФК «Терек» (Грозний).

## Статистика виступів

### Клубна
Станом на 29 жовтня 2016
| Клуб                       | Сезон             | Ліга                    | Ліга  | Ліга | Нац. кубок | Нац. кубок | Конт. кубок | Конт. кубок | Інші  | Інші | Загалом | Загалом |
| Клуб                       | Сезон             | Дивізіон                | Матчі | Голи | Матчі      | Голи       | Матчі       | Голи        | Матчі | Голи | Матчі   | Голи    |
| -------------------------- | ----------------- | ----------------------- | ----- | ---- | ---------- | ---------- | ----------- | ----------- | ----- | ---- | ------- | ------- |
| «Боавішта»                 | 2005–06           | Прімейра-Ліга           | 3     | 0    |            |            | -           | -           | -     | -    | 3       | 0       |
| «Боавішта»                 | 2006–07           | Прімейра-Ліга           | 18    | 0    |            |            | -           | -           | -     | -    | 18      | 0       |
| «Боавішта»                 | 2007–08           | Прімейра-Ліга           | 1     | 0    |            |            | -           | -           | -     | -    | 1       | 0       |
| «Боавішта»                 | Загалом           | Загалом                 | 22    | 0    |            |            | -           | -           | -     | -    | 22      | 0       |
| «Терек» (Грозний)          | 2008              | Прем'єр-ліга Росії      | 20    | 0    | 1          | 0          | -           | -           | -     | -    | 21      | 0       |
| «Терек» (Грозний)          | 2009              | Прем'єр-ліга Росії      | 6     | 0    | 0          | 0          | -           | -           | -     | -    | 6       | 0       |
| «Терек» (Грозний)          | 2010              | Прем'єр-ліга Росії      | 21    | 0    | 0          | 0          | -           | -           | -     | -    | 21      | 0       |
| «Терек» (Грозний)          | 2011–12           | Прем'єр-ліга Росії      | 17    | 0    | 0          | 0          | -           | -           | -     | -    | 17      | 0       |
| «Терек» (Грозний)          | Загалом           | Загалом                 | 64    | 0    | 1          | 0          | -           | -           | -     | -    | 65      | 0       |
| «Нижній Новгород» (оренда) | 2009              | ФНЛ                     | 15    | 0    | 1          | 0          | –           | –           | –     | –    | 16      | 0       |
| «Німан» (Гродно)           | 2013              | Вища ліга Білорусі      | 14    | 2    | 2          | 0          | –           | –           | –     | –    | 16      | 2       |
| «Атирау»                   | 2014              | Прем'єр-ліга Казахстану | 18    | 2    | 3          | 1          | -           | -           | -     | -    | 21      | 3       |
| «Атирау»                   | 2015              | Прем'єр-ліга Казахстану | 31    | 4    | 1          | 0          | -           | -           | -     | -    | 32      | 4       |
| «Атирау»                   | 2016              | Прем'єр-ліга Казахстану | 28    | 1    | 3          | 0          | -           | -           | -     | -    | 31      | 1       |
| «Атирау»                   | Загалом           | Загалом                 | 77    | 7    | 7          | 1          | -           | -           | -     | -    | 84      | 8       |
| «Астана» (оренда)          | 2014              | Прем'єр-ліга Казахстану | 11    | 0    | 1          | 0          | 6           | 0           | –     | –    | 18      | 0       |
| Усього за кар'єру          | Усього за кар'єру | Усього за кар'єру       | 203   | 9    | 12         | 1          | 6           | 0           | -     | -    | 221     | 10      |

### У збірній
| Збірна Камеруну з футболу | Збірна Камеруну з футболу | Збірна Камеруну з футболу |
| Рік                       | Матчі                     | Голи                      |
| ------------------------- | ------------------------- | ------------------------- |
| 2008                      | 2                         | 0                         |
| 2009                      | 1                         | 0                         |
| Загалом                   | 3                         | 0                         |

Станом на 11 лютого 2009

## Досягнення
«Астана»
- Прем'єр-ліга Казахстану
  -  Чемпіон (1): 2014